# Aux arbres citoyens
Aux arbres citoyens est une chanson écrite par Cyril Tarquiny, composée par Christophe Battaglia et interprétée par Yannick Noah. Elle figure sur l'album Charango sorti en octobre 2006 avant de faire l'objet d'un single en février 2007.

## Historique
D'abord sortie sur l'album Charango en 2006, elle est extraite en single en février 2007 dans une version plus courte. La chanson défend l'environnement et incite à préserver la planète.
La chanson se classe numéro 1 des ventes en France pendant trois semaines, 2e en Belgique francophone et 41e en Suisse.

## Liste des titres
1. Aux arbres citoyens (edit radio) - 2:56
2. Danser - 3:00
3. Aux arbres citoyens - Le clip - 2:53

Le titre Danser, également extrait de l'album Charango, est écrit et composé par J. Kapler (pseudonyme de Robert Goldman).

## Classements hebdomadaires
| Classement (2007)                       | Meilleure position |
| --------------------------------------- | ------------------ |
| Belgique (Wallonie Ultratop 50 Singles) | 2                  |
| France (SNEP)                           | 1                  |
| Suisse (Schweizer Hitparade)            | 41                 |

## Certifications
| Pays          | Certification | Unités certifiées |
| ------------- | ------------- | ----------------- |
| France (SNEP) | Or            | 200 000           |

## Éponymie
Le titre du tube interprété par Yannick Noah, est repris pour l'émission Aux arbres citoyens. Ce prime-time, imaginé par Cyril Dion et diffusé sur France 2 en novembre 2022, est parrainé par le chanteur et Marion Cotillard, et permet de récolter 1,8 million d'euros de dons, pour la lutte contre le dérèglement climatique et le maintien de la biodiversité,.